# Moerasbos-uil
De moerasbos-uil (Acronicta strigosa) is een nachtvlinder uit de familie Noctuidae, de uilen. De voorvleugellengte bedraagt tussen de 13 en 15 millimeter. De soort komt voor in heel Europa. De soort overwintert als pop.

## Waardplanten
De moerasbos-uil heeft als waardplanten meidoorn en in mindere mate sleedoorn.

## Voorkomen in Nederland en België
De moerasbos-uil is in Nederland een zeer zeldzame soort met maar enkele bekende waarnemingen verspreid over het hele land. In België is de soort zeldzaam, en komt voor in het zuiden van het land. De vlinder was er ook bekend uit Brabant, maar is daar sinds 1980 niet meer waargenomen. De vlinder kent één generatie die vliegt van juni tot begin augustus.